# Version (альбом)
Version — второй студийный альбом живущего в Нью-Йорке английского DJ Марка Ронсона, диск содержит кавер-версии песен других исполнителей. Релиз альбома состоялся 14 апреля 2007 года на iTunes Store. В UK Album Chart пластинка заняла второе место 22 апреля 2007 года.

## Список композиций
| №   | Название                                                     | Оригинальный исполнитель | Длительность |
| --- | ------------------------------------------------------------ | ------------------------ | ------------ |
| 1.  | «God Put a Smile upon Your Face» (при участии Daptone Horns) | Coldplay                 | 3:12         |
| 2.  | «Oh My God» (при участии Лили Аллен)                         | Kaiser Chiefs            | 3:35         |
| 3.  | «Stop Me» (при участии Daniel Merriweather)                  | The Smiths               | 3:53         |
| 4.  | «Toxic» (при участии Tiggers & Ol' Dirty Bastard)            | Бритни Спирс             | 4:05         |
| 5.  | «Valerie» (при участии Эми Уайнхаус)                         | The Zutons               | 3:39         |
| 6.  | «Apply Some Pressure» (при участии Пола Смита)               | Maxïmo Park              | 3:36         |
| 7.  | «Inversion»                                                  |                          | 1:47         |
| 8.  | «Pretty Green» (при участии Santigold)                       | The Jam                  | 3:16         |
| 9.  | «Just» (при участии Phantom Planet)                          | Radiohead                | 5:20         |
| 10. | «AMY» (при участии Kenna)                                    | Райан Адамс              | 3:32         |
| 11. | «The Only One I Know» (при участии Робби Уильямса)           | The Charlatans           | 3:59         |
| 12. | «Diversion»                                                  |                          | 1:19         |
| 13. | «L.S.F.» (при участии Kasabian)                              | Kasabian                 | 3:30         |
| 14. | «Outversion»                                                 |                          | 1:50         |

### Бонус-треки

#### Цифровая версия iTunes
| №   | Название                                                  | Оригинальный исполнитель | Длительность |
| --- | --------------------------------------------------------- | ------------------------ | ------------ |
| 15. | «Pistol of Fire» (при участии D. Smith)                   | Kings of Leon            | 2:57         |
| 16. | «No One Knows» (при участии Domino Kirke)                 | Queens of the Stone Age  | 4:37         |
| 17. | «You're All I Need to Get By» (при участии Wale & Tawiah) | Ashford & Simpson        | 3:10         |

#### Японское издание
| №   | Название                                                          | Оригинальный исполнитель | Длительность |
| --- | ----------------------------------------------------------------- | ------------------------ | ------------ |
| 15. | «Stop Me (Kissy Sellout remix)» (при участии Daniel Merriweather) | The Smiths               |              |

## Чарты
| Чарт (2007)      | Пик |
| ---------------- | --- |
| Голландия        | 44  |
| Ирландия         | 21  |
| Швейцария        | 51  |
| UK Albums Chart  | 2   |
| US Billboard 200 | 129 |

## История релиза
| Страна         | Дата                |
| -------------- | ------------------- |
| Великобритания | 16 апреля 2007 года |
| США            | 10 июля 2007 года   |
| Бразилия       | 22 июля 2008 года   |